# Византийско-венецианский мирный договор (1268)
В 1268 году Византийская империя и Венецианская республика договорились временно прекратить боевые действия, разразившиеся после захвата Константинополя императором Михаилом VIII Палеологом в 1261 году.
Венеция занимала привилегированное положение в основанной Четвёртым крестовым походом в 1204 году Латинской империи, в то время как император Михаил VIII Палеолог объединился против них с главным коммерческим соперником Венеции — Генуэзской республикой. Захват Константинополя Палеологом стал тяжелым ударом по политическому и коммерческому положению Венеции на Востоке, поскольку лишил доступа к Чёрному морю и дал генуэзцам привилегированное положение в империи. Затем последовала морская война против Генуи и Византии, но, несмотря на значительную победу венецианцев в битве при Сеттепоцци в 1263 г., она не дала решающих результатов. Тем не менее Палеолог был недоволен действиями генуэзцев в войне, два союзника становились все более недоверчивыми друг к другу, что побудило византийского императора искать сближения с Венецией.
Первый договор был заключен в 1265 году, но не ратифицирован Венецией. Наконец, возвышение Карла Анжуйского в Италии и его гегемонистские амбиции в более широком регионе, которые угрожали как Венеции, так и византийцам, послужили дополнительным стимулом для обеих держав искать компромисс. В апреле 1268 г. был заключен новый договор с условиями и формулировками, более благоприятными для византийцев. Он предусматривал взаимное пятилетнее перемирие, освобождение заключенных, а также повторное допущение и регулирование присутствия венецианских купцов в Империи. Многие из торговых привилегий, которыми они ранее пользовались, были восстановлены, но на значительно менее выгодных для Венеции условиях, чем те, которые Палеолог был готов уступить в 1265 году. Византийцы были вынуждены признать венецианское владение Критом и другими территориями, захваченными после Четвёртого крестового похода. , но сумел избежать полного разрыва с Генуей, устранив на время угрозу венецианского флота, помогающего Карлу Анжуйскому в его планах по захвату Константинополя.

## Предыстория

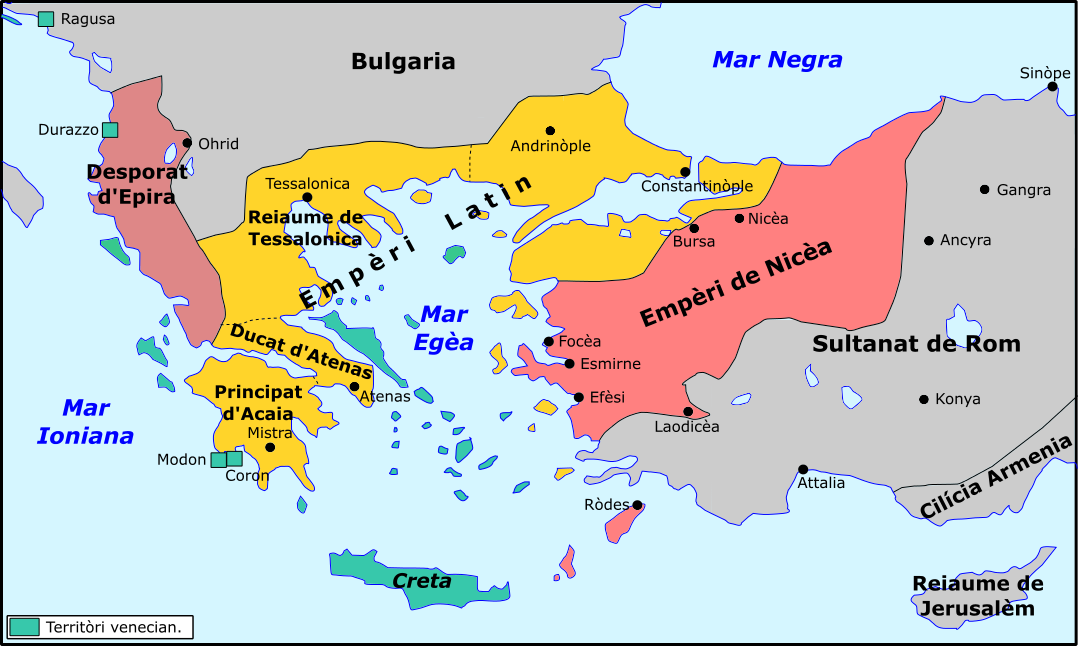
Владения Венеции (зелёный цвет) по итогам четвёртого крестового похода.

После разграбления Константинополя участниками Четвертого крестового похода в 1204 г. предоставившая крестоносцам свой флот Венецианская республика получила три восьмых византийской столицы Константинополя и многочисленные стратегически расположенные территории, включая Крит. Венецианцы получили доступ к Черному морю, в то время как влияние в Константинополе обеспечило привилегированное положение венецианцев в недавно созданной Латинской империи, что обеспечило их господство над старыми торговыми соперниками — итальянскими морскими республиками, вроде Пизы и Генуи.

## Отношения Византии с Венецией и Генуей после захвата Константинополя
В 1261 году никейский император Михаил VIII Палеолог отвоевал Константинополь и восстановил Византийскую империю под властью династии Палеологов. Это нанесло серьёзный удар по положению и интересам Венеции. Более того, Палеолог вступил через Нимфейский договор в союз с находившейся в состоянии войны с Венецией Генуей, желая использовать её флот. Соглашение не только давало генуэзцам большие привилегии, но и закрепляло за ними прежние кварталы и имущество венецианцев в Константинополе и грозило исключить венецианцев из черноморской торговли.
Первоначально венецианцы поддерживали изгнанного латинского императора Балдуина II в его усилиях по организации нового крестового похода и возвращению трона, отныне венецианская дипломатия «служила для объединения латинских проектов по возвращению столицы». Отрезанная от Чёрного моря и Константинополя Генуей, Венеция теперь следовала двоякой стратегии: разъединить генуэзцев от византийцев через папство и угрозу отлучения от церкви и для борьбы с Византией получить помощь из Европы, вроде короля Сицилии Манфреда. Тем временем действия венецианского флота в Эгейском море не дали конкретных результатов. Летом 1262 года венецианцы направили туда флот из 37 галер, который в византийских Салониках встретил генуэзский флот из 60 кораблей, но генуэзцы отказались вступать в бой. Пиратский набег триархов Негропонта в союзе с Венецией в Мраморное море был остановлен и побежден византийско-генуэзской эскадрой.
Однако в 1263 году битва при Сеттепоцци закончилась чистой победой венецианцев и значительно уменьшила ценность генуэзского союза в глазах Палеолога. Кроме того, византийского императора раздражало то, что генуэзские капитаны предпочитали нападать на венецианские корабли ради добычи, а не помогать снабжать сражавшихся в Морее византийцев; также он был обеспокоен ростом генуэзского влияния в столице, где они угрожали получить ещё больше власти над торговлей, чем ранее при латинянах обладали венецианцы. Вскоре после битвы император уволил со своей службы шестьдесят генуэзских кораблей. Обе стороны становились все более недоверчивыми друг к другу, и Византия начала задерживать выплаты экипажам генуэзских кораблей. Византийско-генуэзский раскол ещё больше расширился в 1264 году, когда генуэзский подеста в Константинополе оказался замешан в заговоре сдать городу Манфреду Сицилийскому, после чего император изгнал генуэзцев из города в Гераклею Перинф.

## Неподписанный договор 1265 г
Затем Михаил отправил венецианского военнопленного Арриго Тревизано в качестве своего посланника в Венецию. Дож Реньеро Дзено отправил прибывшего обратно в Константинополь вместе с Бенедетто Гриллоне, которых, в свою очередь, заменили Якопо Дельфин и Якопо Контарини. 18 июня 1265 г. император Палеолог и венецианские посланники в Константинополе подписали первый договор о перемирии. Его условия были очень выгодны для венецианцев и, по мнению Геанакоплоса, почти возвращали существовавшее до 1261 года положение. Греческий и латинский тексты договора сохранились в собрании венецианских дипломатических документов, составленном Готлибом Тафелем и Георгом Томасом и опубликованном Императорской академией наук в Вене.
Основными пунктами были:
1. уступка Венеции определённых кварталов для её колонистов в Константинополе, Фессалониках и других византийских городах с признанием венецианского байло главным венецианским чиновником в Империи[15][17].
2. венецианские купцы освобождались от всех налогов.[14]
3. генуэзцы изгоняются из Византии, будущие договоры империи с Генуей требовали согласия Венеции[15][18].
4. Венеция останется в мире с византийцами, даже если дружественная держава (упомянуты папство, Франция, Сицилия, Кастилия, Арагон, Англия, Карл Анжуйский, Пиза и Анкона) нападёт на Константинополь[18][19].
5. если Генуя нападёт на Константинополь, Венеция пришлёт аналогичного размера флот на защиту[18].
6. Византия признаёт венецианскую власть над Критом и аванпостами Модон и Корон в Морее[15][18].
7. Византия получает полную свободу действий против триархов Негропонта, в то время как венецианским гражданам было запрещено помогать им в обмен на гарантию имущества и положения на острове[15][18].
8. захваченные после Четвёртого крестового похода латинянами территории в Эгейском море, в том числе Ахейское княжество, должны были быть возвращены Византии[18][20].

По неизвестным причинам договор не был ратифицирован: согласно Геанакоплосу, венецианцы истолковали уступки Палеолога как признак слабости, либо не доверяли его конечным намерениям, поскольку его желание восстановить Византийскую империю до её прежнего состояния непосредственно затрагивало их владения. Кроме того, как указывает Дональд Николь, Зенон все ещё дорожил принятым после 1204 г. титулом «Владыка одной четверти и одной восьмой Румынской империи» (лат. dominus quartae partis et dimidiae totius Imperii Romaniae) и не желаю принимать договор, в котором он признавался просто «дожем Венеции и лордом Хорватии, Далмации и других мест и островов, находящихся под его властью» и это фактически уменьшило его положение и вернуло отношения между Венецией и Константинополем к статус-кво до 1204 года. Венеция, возможно, также надеялась закрепить или даже укрепить свои позиции с помощью Манфреда Сицилийского или амбициозного претендента на господство в Италии Карла Анжуйского, чьи окончательные планы относительно Константинополя были общеизвестны и объясняли включение его персоны в договор византийцами.

### Фактор Карла Анжуйского

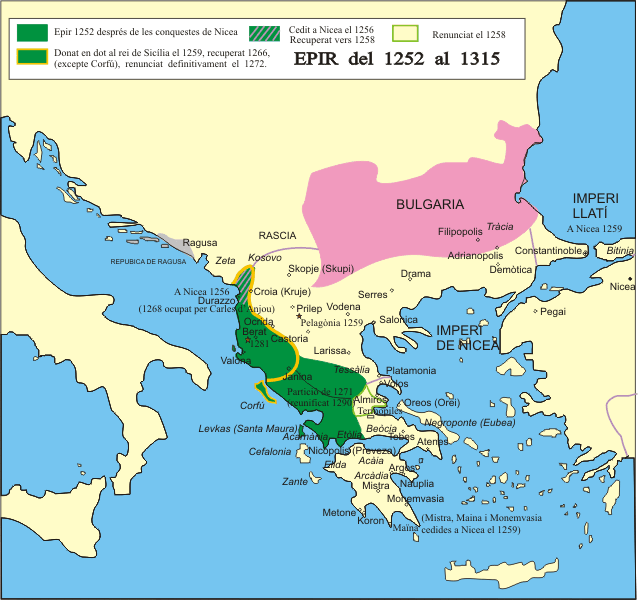
Отвоёванные у Эпира владения Карла Анжуйского на Балканах (выделены жёлтой линией).

После решающей победы над Манфредом Сицилийским в битве при Беневенто в феврале 1266 г. Карл Анжуйский стал хозяином Италии и начал планировать реализацию своих амбиций против Константинополя. Его планы были обнародованы в заключенном с Болдуином, папством и княжеством Ахайя договоре в Витербо от мая 1267 года: король Сицилии обещал помочь вернуть власть Болдуина над Константинополем и возродить Латинскую империю в обмен на несколько территориальных уступок в Эгейском море и на западных Балканах, а также сюзеренитет над Ахеей; венецианцам было обещано полное восстановление прав, которыми они пользовались после 1204 года Обеспокоенный амбициями Карла и тем, что его предыдущий договор с Венецией был признан недействительным, византийский император был вынужден снова обратиться в Геную, позволив основать генуэзскую колонию в пригороде Галата.
Эти события встревожили и венецианцев: их торговля с Востоком значительно пострадала после союза Византии с Генуей, а имперские амбиции Карла Анжуйского в Адриатике и Греции представляли потенциальную угрозу свободе доступа Венеции к Средиземному морю. Следовательно, 1 ноября 1267 года дож Реньеро Дзено отправил двух полномочных послов, Марко Бембо и Пьетро Зено, для переговоров по договору с Михаилом VIII Палеологом.

## Договор 1268 года
Византийско-венецианский договор был заключен 4 апреля 1268 г. в Константинополе. Положение Михаила VIII Палеолога по отношению к Венеции улучшилось за годы, прошедшие после 1265 года. В результате условия нового договора были значительно менее выгодными для венецианцев, которые, кроме того, чувствовали себя обязанными признать Палеолога с титулом imperator et moderator Romanorum («император и правитель римлян») и с лестным прозвищем «новый Константин», которое Палеолог принял после восстановления власти над Константинополем, а не как в 1265 г. с титулом Graecorum («греков») . Договор был ратифицирован дожем Дзено 30 июня, но через несколько дней он умер. Палеолог быстро отправил в Венецию послов Георгия Цимисхия и Георгия Калодукаса, которые 30 июля смогли добиться её признания преемником Зенона — Лоренцо Тьеполо.

### Условия
Латинский текст договора опубликован в сборнике венецианских документов Тафеля и Фомы. Условиями договора были:
1. Начиная с 4 апреля 1268 г. между Венецианской республикой и «Ромейской империей» действует перемирие на суше и на море сроком на пять лет. Венеция обязалась не нападать на Византию или любую подвластную ей территорию, не вступать в союз с какой-либо страной против неё (чёткая ссылка на Карла Анжуйского), и не позволять капитанам или дворянам венецианских кораблей вступать в бой с «другими королями, князьями, баронами или рассчитывает» в замыслах против византийских территорий, равно как и Венеция не разрешила бы использовать венецианские корабли для перевозки войск против территорий императора[30] [35][36].
2. Все греческие заключенные, содержащиеся на Крите, Модоне и Короне, Негропонте или в других местах, будут немедленно освобождены и смогут либо оставаться в тех же местах, либо отправиться куда угодно. Палеолог пообещал сделать то же самое со всеми венецианцами, заключенными в тюрьму на византийской территории, и запретить производство и продажу оружия для использования против венецианцев[32][37].
3. Император пообещал, что венецианцам на Крите или любом другом месте их имуществу не будет причинен вред, также обещая убрать с Крита своих людей (куда были отправлены византийские войска для поддержки восстания братьев Хортацев). Точно так же Палеолог пообещал не нападать на Модон и Корону и венецианские острова Эгейского моря и соблюдать договор между Венецией и князем Ахайи относительно Негропонта[30][38][39].
4. Венецианцам будет разрешено селиться в Константинополе и любой другой части империи. Это больше не будет происходить в специально предоставленных императором районах, но они смогут свободно сдавать в аренду свои дома, бани и пекарни на фиксированных условиях, и будут иметь право использовать собственные веса и меры и иметь свой собственный латинский церковный обряд. Венецианские купцы должны были платить ренту, но освобождались от любых других византийских налогов[30][40][41].
5. Генуэзцы оставались в империи. Генуэзцы и венецианцы не должны были вступать в боевые действия между Абидосом в Дарданеллах и северным входом в Босфор на Чёрное море. Если какая-либо из сторон нарушила это соглашение, император выступал в качестве арбитра[30][40][39].
6. Если какой-либо венецианец умрет на византийской территории, то распоряжение его имуществом должно быть поручено венецианским ректорам или байло, или другим венецианцам без вмешательства со стороны византийских властей[32][42].
7. Любое потерпевшие кораблекрушение венецианское судно или экипаж получат любую возможную помощь от византийских властей[32][43].
8. Венецианским кораблям разрешалось покупать зерно и вывозить его без ограничений, за исключением враждебных Византии земель, до тех пор, пока его цена оставалась на уровне 50 золотых иперпиров к 100 модиев; если цена вырастет, то экспорт будет разрешен только по лицензии императора[32][43].
9. В случае обвиняемого в убийстве византийского подданного или другого венецианца в Константинополе венецианца дело будет рассматриваться императором, но другое преступление против византийца или убийство венецианца за пределами Константинополя будет рассматриваться венецианскими ректорами или байло[39][44][45].
10. Любой нанесенный венецианскими корсарами на византийских территориях ущерб будет возмещен байло, который также будет нести ответственность за привлечение их к суду. Венеция также пообещала не оказывать помощи и не укрывать действующих против Византии корсаров. Из договора исключались правившие некоторыми островами Эгейского моря венецианские семьи, которые не подчинялись республике. Примечательно, что в соглашении не упоминались византийские корсары[32][37][39].
11. Византийские купцы будут иметь право беспрепятственно приезжать в Венецию и торговать любыми товарами[46].

## Последствия

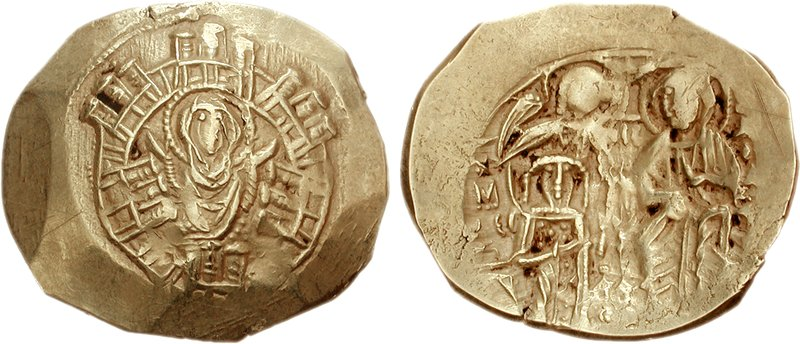
Иперпир Михаила VIII.

В сентябре 1269 года Карл Анжуйский отправил ахейского рыцаря Эрара д’Онуа и аббата Монтекассино Бернарда Эглериуса в качестве послов в Венецию, чтобы заручиться её поддержкой, но дож со ссылкой на перемирие отказался. Позиция венецианцев отражала как их удовлетворенность обеспечением коммерческого доступа в Византию, так и их беспокойство действиями Карла в Адриатике, включая недавнее соглашение с традиционным соперником республики за власть над Далмацией Венгрией В 1272 году, к моменту окончания перемирия в Венеции, находились посланники Карла, Болдуина и Палеолога. Византийские послы привезли с собой 500 венецианских пленных, по-видимому, захваченных на Эвбее во время походов византийского адмирала Алексея Дуки Филантропена против лангобардских триархов Негропонта; несмотря на перемирие между Венецией и Византией, её граждане управляли галерами последних. На фоне интенсивных дипломатических манёвров, включая неоднократные предупреждения папы римского Григория X не продлевать перемирие, дож предпочел сохранить перемирие без официального продления. Возможно, что договор 1268 г. также был продлен после 1273 г., будь то путем ежегодных продлений или подписанием нового договора, который не сохранился. Эти продления могли ввести пункт о репарациях, который был включен в более поздний договор 1277 года.
Тем не менее, у венецианцев были причины быть недовольными, поскольку положения о свободном и безопасном перемещении венецианских купцов и их товаров не соблюдались византийцами неукоснительно: в 1278 году дож представил более 300 случаев повреждения венецианских кораблей, купцов и товаров с 1268 г. силами подданных императора; многие из них были пиратами, но также среди них были солдаты, таможенники и местные губернаторы, и даже, однажды, севастократор (возможно, сводный брат Палеолога Константин), ограбивший и убивший захваченного на корабле. у Мореивенецианского архидьякона.
В 1270 г. к власти в Генуе пришла антианжуйская коалиция, а в 1272 г. Палеолог возобновил свой союз с городом, направленный теперь против сицилийского короля. Дипломатическое наступление Палеолога продолжилось его сближением с папством, которое само по себе могло решительно помочь или сорвать планы Карла (поддержав его кампанию против Константинополя и объявив её крестовым походом, либо запретив её как нападение на другого христианского монарха). Требования Папы были суровы: император и восточная церковь должны были признать свои ошибки и принять папское превосходство. Столкнувшись с наращиванием анжуйских военно-морских сил и союзов, Палеолог был вынужден уступить, и на Втором Лионском соборе в 1274 г. был провозглашён Союз церквей. Хотя уния оказалась крайне непопулярна среди византийской церкви и населения, это был «дипломатический триумф» Палеолога, поскольку папа признал его законным императором Константинополя и запретил Карлу нападать на него. Тем временем византиец воспользовался возможностью, чтобы напасть на своих греческих и латинских соперников в Греции.
Хотя венецианские представители в Лионе громко протестовали против нарушения своих прав в Романии, преимущество было за Палеологом, и новый дож Якопо Контарини в 1276 г. отправил послов в Константинополь для пересмотра договора 1268 года. Это привело к соглашению, заключенному между Палеологом и венецианским посланником Марко Бембо 19 марта 1277 года соглашению. Примечательно, что это соглашение было сформулировано не как договор, а скорее как договор дарения хрисовул от императора Венеции. Однако, учитывая нестабильную международную ситуацию, его продолжительность была ограничена двумя годами. По истечении срока он не был возобновлен, и в 1281 году венецианцы по Орвиетскому договору вступили в антивизантийскую коалицию Карла, с предполагаемой датой начала похода на Константинополь в апреле 1283 г. Однако замыслы Карла были прерваны сицилийской вечерней в марте 1282 г. и последующей войной. По условиям Орвиетского договора между Венецией и Византией началась война, случившиеся после этого события лишили венецианцев шансов восстановить свое привилегированное положение, и на время боевых действий их торговля с Востоком была прервана к большой выгоде генуэзцев. После долгих переговоров в июле 1285 г. был заключен десятилетний мирный договор, по существу возобновивший соглашение 1277 г..